# Lemma Megersa
Pour les articles homonymes, voir Lemma et Megersa.
Lemma Megersa (Ge'ez: ለማ መገርሳ), né le 26 juillet 1970, est un des 112 membres du Conseil de la Fédération éthiopien. 
Il est un des 19 conseillers de l'État Oromia et représente le peuple Oromo.